# اندیس مرمر حاجی‌آباد
مرمر حاجی آباد یک اندیس مصالح ساختمانی است که در حوالی شهر نوک آباد استان سیستان و بلوچستان قرار دارد و مادهٔ معدنی موجود در آن، مرمریت است. و دیرینگی آن به دوران کواترنری می‌رسد. 